# Chauliognathinae

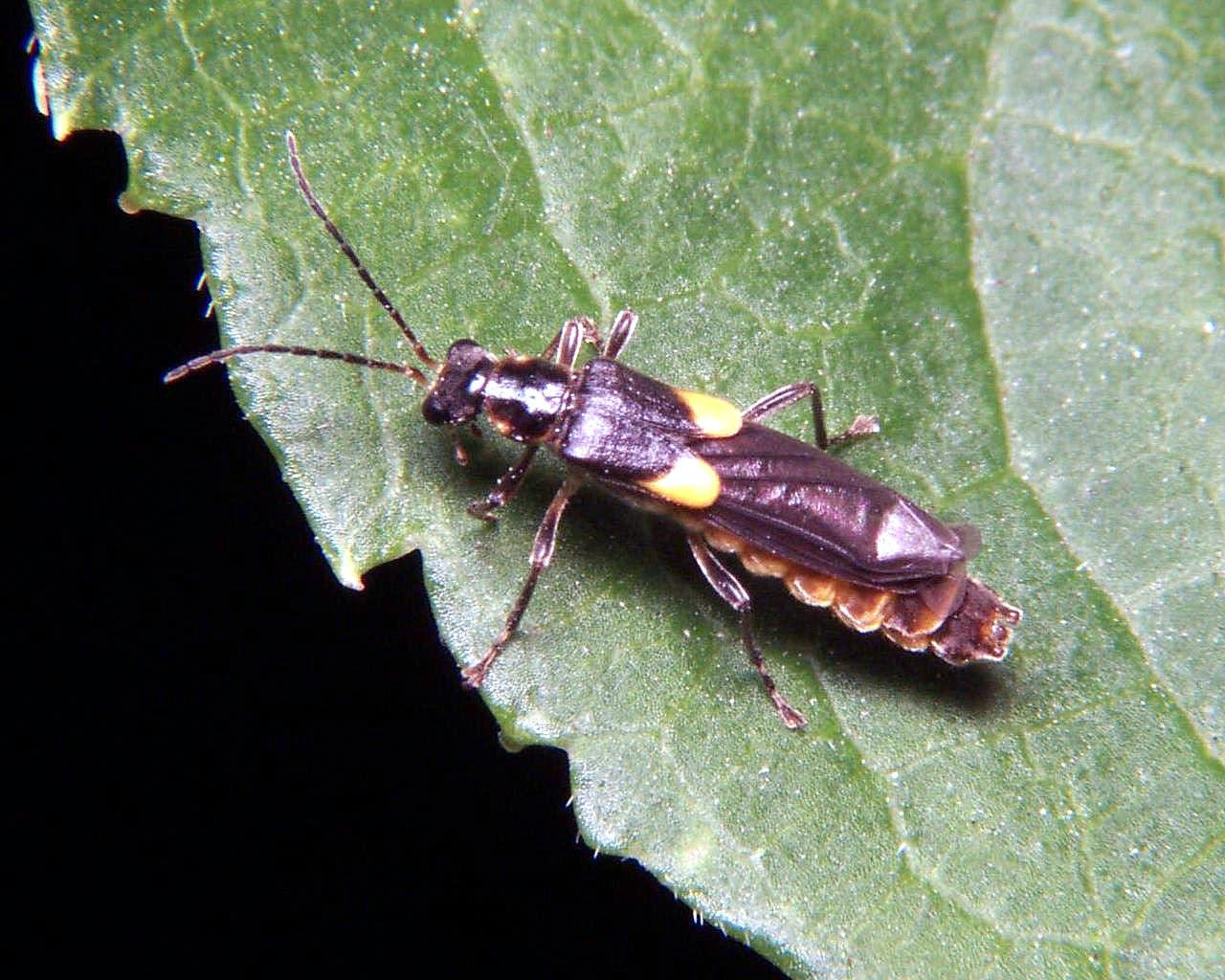
Trypherus sp.

Chauliognathinae (лат.) — подсемейство жуков семейства мягкотелок.

## Описание
Жуки с мягкими или слегка хитинизированными надкрыльями. Под мягкими надкрыльями у них хорошо развиты обычные летательные крылья. Голова довольно крупная, удлиненная, с маленькими, круглыми, выступающими фасеточными глазами. Антенны 11-члениковые, длинные и нитевидные.

## Распространение
Группа широко распространена в Новом Свете.

## Систематика
Включает около 900 видов в 18 родах
- Chauliognathini LeConte, 1861
  - Belotus Gorham, 1881
  - Chauliognathus Hentz, 1830
  - Daiphron Gorham, 1881
  - Lobetus Kiesenwetter, 1852
  - Macromalthinus Pic, 1919
  - Malthesis Motschulsky, 1853
  - Maroniodes Brancucci, 1981
  - Maronius Gorham, 1881
  - Microdaiphron Pic, 1926
  - Paramaronius Wittmer, 1963
  - Pseudolobetus Champion, 1915
  - Psilorrhynchus Gemminger & Harold, 1869
- Ichthyurini Champion, 1915
  - Ichthyurus Westwood, 1848
  - Malthoichthyurus Pic, 1919
  - Microichthyurus Pic, 1919
  - Pseudocerocoma Pic, 1919
  - Trypheridium Brancucci, 1985
  - Trypherus LeConte, 1851